# Batalha de Hímera (480 a.C.)
A Batalha de Hímera foi uma batalha travada na Sicília, opondo forças invasoras cartaginesas contra os gregos locais. A batalha ocorreu no mesmo dia em que Leônidas estava lutando contra Xerxes I nas Termópilas  ou no mesmo dia em que ocorreu a Batalha de Salamina. O comandante cartaginês é chamado de Amilcas, Amilcar e Himilco.

## Contexto
De acordo com Heródoto, Terilo, filho de Crinipo e tirano de Hímera, expulso da cidade por Terone, tirano de Agrigento, trouxe um exército de fenícios, líbios, ibérios, lígures, elisicanos, sardínios e corsos, liderados por Amílcar, filho de Hanão, com trinta mil homens. Terilo tinha a aliança de Anaxilau, filho de Cretines e tirano de Régio, que era genro de Terilo, casado com sua filha Cídipe. Amílcar era cartaginês por parte de pai, e siciliano por parte de mãe.
De acordo com Diodoro Sículo, os cartagineses haviam feito um acordo com os persas para submeter os gregos da Sicília, no mesmo momento que ocorria a Segunda Guerra Médica. O escolhido foi o general Amílcar I de Cartago.

## Invasão
Amílcar I de Cartago saiu de Cartago com 30.000 homens e uma frota de 200 navios de guerra, além dos navios de carga, em um total de 300 navios. No caminho, ele enfrentou uma tempestade, e perdeu os navios com os cavalos e carros; ao chegar no porto de Panormo (atual Palermo), ele comentou que havia terminado a guerra, achando que o mar havia salvo os siciliotas dos perigos do conflito. após descansar três dias, ele avançou contra Hímera, e sitiou a cidade por terra e mar. Terone, tirano de Agrigento, que estava protegendo Hímera, enviou um pedido de socorro a Gelão I, tirano de Siracusa.

## Chegada de Gelão I
Gelão I veio de Siracusa com 10.000 soldados de infantaria e 500 de cavalaria, o mais rápido que pode, e com sua velocidade inspirou confiança nos que estavam aterrorizados com os cartagineses. Ele se fortificou próximo da cidade, e enviou sua cavalaria para capturar os inimigos que estavam pilhando; quando mais de 1.000 prisioneiros foram levados à cidade, Gelão I foi admirado, e os habitantes de Hímera passaram a desprezar o inimigo. Assim, as portas da cidade que haviam sido bloqueadas, por medo, por Terone, agora foram abertas, para Gelão I poder usar em caso de necessidade.

## A Batalha
Gelão I enviou sua cavalaria para incendiar os navios de Amílcar, durante um dia em que este estava sacrificando a Posidão.
A cavalaria de Gelão I se passou como se fossem aliados de Selino, conseguiu e incendiou os navios. De acordo como o estrategista macedônio Polieno, a tática usada por Gelão I foi colocar suas roupas em Pediarco, o chefe dos seus arqueiros, fazer os arqueiros vestirem vestes brancas e com os arcos escondidos, como se fossem fazer um sacrifício no altar; Himilco, rei de Cartago, sem suspeitar de nenhum truque, também foi fazer um sacrifício, e foi morto por uma chuva de flechas.
Após o incêndio dos navios, foi dado o sinal, e as tropas de Gelão I avançaram contra os cartagineses; os comandantes fenícios enfrentaram os gregos, mas, quando o fogo dos navios tornou-se visível e chegaram rumores de que o general havia sido morto, os cartagineses entraram em pânico e fugiram.
Gelão I havia dado a ordem de não fazer prisioneiros, e 15.000 foram mortos; os sobreviventes ocuparam uma posição protegida, mas que não tinha água, e eles se renderam.
De acordo com Heródoto, Amílcar desapareceu após a batalha. Ele teria passado a duração da batalha, desde cedo de manhã até o fim da tarde, fazendo sacrifícios, e quando viu seu exército ser derrotado, jogou-se na pira de sacrifício, sendo consumido pelo fogo e desaparecendo.

## Consequências
Gelão I ganhou fama não só entre os siciliotas, mas entre outros lugares; não havia registro de nenhum homem que houvesse usado um estratagema com este, e que houvesse morto e capturado tantos bárbaros quanto ele.
A vitória de Gelão I foi tão completa, contra um inimigo bem mais numeroso, que serviu até como inspiração para os gregos que, ao mesmo tempo, estavam lutando contra a invasão da Grécia por Xerxes I; mas enquanto que no caso das Guerras Médicas tanto o rei quanto a maior parte do exército persa conseguiu voltar para casa, a totalidade dos cartagineses, incluindo seu general, foram mortos.
Após a batalha, vinte navios conseguiram escapar, e recolheram alguns fugitivos, mas uma tempestade atingiu os navios, que afundaram, sobrevivendo apenas uns poucos em um bote, que levaram a Cartago a notícia de que todos que haviam cruzado para a Sicília tinham morrido.

## Análises modernas e arqueologia
Muitos historiadores consideraram os números da batalha exagerados. George Dennis, autor de The Cities and Cemeteries of Etruria (1848), escreveu, em A handbook for travellers in Sicily, que os números dados por Diodoro são evidentemente exagerados. William Smith resume como as circunstâncias desta expedição (a invasão dos cartagineses) é relatada de forma diversa, e pode-se suspeitar de que houve muito exagero.
Em 2008, os arqueólogos descobriram vários túmulos de soldados cartagineses enterrados próximos a Hímera. De acordo com Stefano Vassallo, o chefe da equipe, os túmulos formam possivelmente a maior necrópole na Sicília.